# Meertalige naamgeving
Een meertalige naamgeving is een voor een bepaalde zaak gebruikte naam (vaak een eigennaam) die zich van (meestal) twee talen tegelijk bedient, en doorgaans ook in die twee talen begrepen en gebruikt kan worden.
Dit kan geschieden om praktische of om taalpolitieke redenen. Zo kan in een land dat twee taalgebieden kent, een aangeduide zaak in beide taalgebieden opereren of bestaan. Het begrip (de zaaknaam) overstijgt daarmee de taalgebieden, en indien men toch één naam wil hanteren, kunnen in die naam twee talen worden verenigd.

## Combinatienamen
In België hebben veel organisaties een Franstalige en een Nederlandstalige naam.
Soms wordt die gecombineerd in de afkorting:
- B.U.B. (Belgische Unie - Union belge, een politieke partij)

of in de naam zelf:
- Belgische Dendrologie Belge, een boomkundige instelling;

Frans en Nederlands lenen zich hier goed voor, omdat het bijvoeglijk naamwoord in het Frans in de regel ná het zelfstandig naamwoord komt, en in het Nederlands ervóór.
Het middelste woord, dat als "draaipunt" fungeert, kan in beide talen gelijkluidend of althans gelijkgespeld zijn (dendrologie), maar kan ook variatie vertonen:
- ABL (Armée Belge/Belgisch Leger)

## Nut
Het gebruik van een meertalige naamgeving heeft tweeërlei nut:
1. In beide taalgebieden is slechts één aanduiding nodig, hetgeen vooral efficiënt is bij het gebruik van afkortingen voor de naam.
2. Doordat er slechts één aanduiding is, ontstaat bij zo'n naamgeving het taalpolitieke voordeel dat niet de ene taal prioriteit krijgt boven de andere.

## Afkortingen
Afkortingen gebaseerd op meertalige namen kunnen ook als meertalig worden beschouwd, of zelfs als taaloverstijgend, bijvoorbeeld:
- GT, afkorting van gran turismo, grand-tourisme en grand touring.
- bij internationale symbolen: m (meter, mètre, metro enz.)

Een bijzonder geval van meertalige naamgeving is wanneer de afkorting van de naam in de ene taal identiek blijkt te zijn aan de afkorting van de naam in een andere taal, dus een "samenvallende" tweetaligheid, bijvoorbeeld:
- het kenteken "B" op de Belgische auto kan zowel als België en als Belgique gelezen worden.
- ECB: European Central Bank, Europæiske Centralbank, Europese Centrale Bank, Europeiska Centralbanken enz.
- CIB (Confederatie van Immobiliënberoepen van België / Confédération des Immobiliers de Belgique).